# CyberShop
 (avril 2010).
Si vous disposez d'ouvrages ou d'articles de référence ou si vous connaissez des sites web de qualité traitant du thème abordé ici, merci de compléter l'article en donnant les références utiles à sa vérifiabilité et en les liant à la section « Notes et références ».
CyberShop est une solution e-business intégrale, une suite d'applications pour créer, gérer et administrer un site de vente en ligne.
Elle a été créée en 1998 par Mohammad Halabi sur la base des technologies Microsoft. CyberShop est une solution dont le code source est accessible par le licencié mais elle n'est pas disponible sous la licence open source.

## Histoire
Créé en 1998 par Mohammad Halabi, CyberShop compte parmi les premiers éditeurs de logiciels de commerce en ligne en France à côté de Powerboutique et Oxatis.

## Activités
CyberShop offre une solution logicielle pour la vente en ligne et fournit des services globaux de marketing en ligne.

## Technologies
CyberShop est une solution écrite en ASP 3.0. À travers les évolutions de la solution, en 2010 seul le noyau a été maintenu en ASP. Les modules externes au noyau sont écrits en C#. CyberShop fonctionne avec des bases de données Microsoft Access et Microsoft SQL Server.